# Filip Ingevaldsson (Örnsparre)
Filip Ingevaldsson (Örnsparre), nämnd första gången 1285, död 28 maj 1318 i Hässelby  (dödad av norrmännen), svensk riddare, riksråd, lagman. 

## Biografi
Filip Ingevaldsson (Örnsparre) var son till riddaren Ingevald Torstensson (Örnsparre) och hans maka Sigrid, som var bosatta i Bromsten, Spånga socken. Han nämns första gången 1285 och var blev mellan 1285–1299 riddare. Filip Ingevaldsson blev mellan 26 juni 1304 och 5 september 1305 lagman i Södermanlands lagsaga och stannade där åtminstone till 1306. Han blev senast 1305 riksråd och var 1308 bland hertig Eriks råd.
Han var medlem i kung Birger Magnussons råd 1285–1318. 
Filip Ingevaldsson efterträdde 1305 sin bror Johan Ingevaldsson (Örnsparre) som lagman i Södermanlands lagsaga. 
1317 efterträdde han Birger Persson (Finstaätten) (den heliga Birgittas far) som lagman i Upplands lagsaga.
Den 28 maj 1318, under efterspelet till Nyköpings gästabud, dödades Filip Ingevaldsson (Örnsparre) av norrmännen i Hässelby.

### Egendom
Filip Ingevaldsson ägde jord i Åker härad i Södermanland.

### Familj
Filip Ingevaldsson gift före 24 april 1301 med en dotter till Gregers Birgersson, Birger jarls oäkte son. De fick troligen tillsammans dottern Margareta Filipsdotter (Örnsparre), som var gift med riddaren Magnus Kristinasson (Vinstorpaätten) (död 1309, stupad i strid).